# Massaker von Pazin
Das Massaker von Pazin fand am 4. Oktober 1943 in der damals  zum Königreich Italien gehörenden und italienisch Pisino genannten  Stadt Pazin statt. Bei dem Massaker wurden 157 Menschen von der Leibstandarte SS Adolf Hitler getötet. Die seit 1924 zur italienischen Provinz Pola gehörende Stadt, befand sich seinerzeit in der Operationszone Adriatisches Küstenland (OAK), in der die Wehrmacht sowie die der SS unterstellte Polizei des Reichsgebiets, nebst einer deutsch-italienischen Zivilverwaltung die Macht ausübte. Im Jahr 1945 wurde die Stadt von Jugoslawien besetzt und gehört seit dem Zerfall Jugoslawiens seit 1991 zu Kroatien.

## Vorgeschichte

Operationszone Adreatisches Küstenland (rot)

Die OAK entstand als die Regierung Badoglio am 8. September 1943 den Waffenstillstand mit den Alliierten bekannt gab und der Fall Achse und die Besetzung Italiens durch deutsche Truppen eingeleitet wurde. Das Deutsche Reich richtete Benito Mussolini in Norditalien die Italienische Sozialrepublik (RSI) als faschistischen Satellitenstaat ein. Von diesem Marionettenstaat trennte das Deutsche Reich im Nordosten des damaligen Italiens zwei Operationszonen ab, deren Grenzen sich nicht nach Staaten richtete, sondern nach militärischen Erfordernissen. Die OAK reichte etwa von Udine bis Laibach.

## Massaker
Da die Wehrmacht das Gebiet erst vor kurzem besetzt hatte, befürchtete sie ein Erstarken von Befreiungsbewegungen, die sich gegen sie wenden könnten. Zusätzlich befürchtete sie, dass die Alliierten an der nördlichen Adria landen, einen Brückenkopf bilden und sich mit den Partisanen vereinigen würden.
Im Auftrag der Waffen-SS warfen 13 Stukas am 4. Oktober 1943 gegen 11:00 Uhr Bomben über die gesamte Stadt ab. Als die Bombardierung begann, versuchte die Bevölkerung aus der Stadt zu flüchten, wobei zahlreiche Menschen getötet wurden. Als die Bombardierung gegen Mittag aufhörte, rückten Panzer vor. Als sie die ersten Häuser erreichten, schlug ihnen heftiges Gegenfeuer entgegen. Daraufhin schossen Panzer auf die Häuser, die anfingen zu brennen. Diejenigen Menschen, die aus den Häusern flohen, wurden mit Maschinengewehren niedergeschossen. Jeglicher Widerstand führte zu erneutem Panzerbeschuss und die Panzerkolonne setzte ihren Vormarsch zum Stadtzentrum fort. Am 5. Oktober 1943 gab die Wehrmacht bekannt, dass 157 „Banditen“ getötet wurden. Es dürften allerdings hauptsächlich unschuldige Zivilisten und keine Partisanen getötet worden sein, die von der Wehrmacht als Banditen bezeichnet wurden.